# 尾叶风毛菊
尾叶风毛菊（学名：Saussurea caudata）为菊科风毛菊属的植物，为中国的特有植物。分布于中国大陆的四川、云南等地，生长于海拔3,000米至4,000米的地区，一般生于高山草甸、林下、山谷林缘沟旁以及开旷多石草场，目前尚未由人工引种栽培。